# Zasłonak rudawy

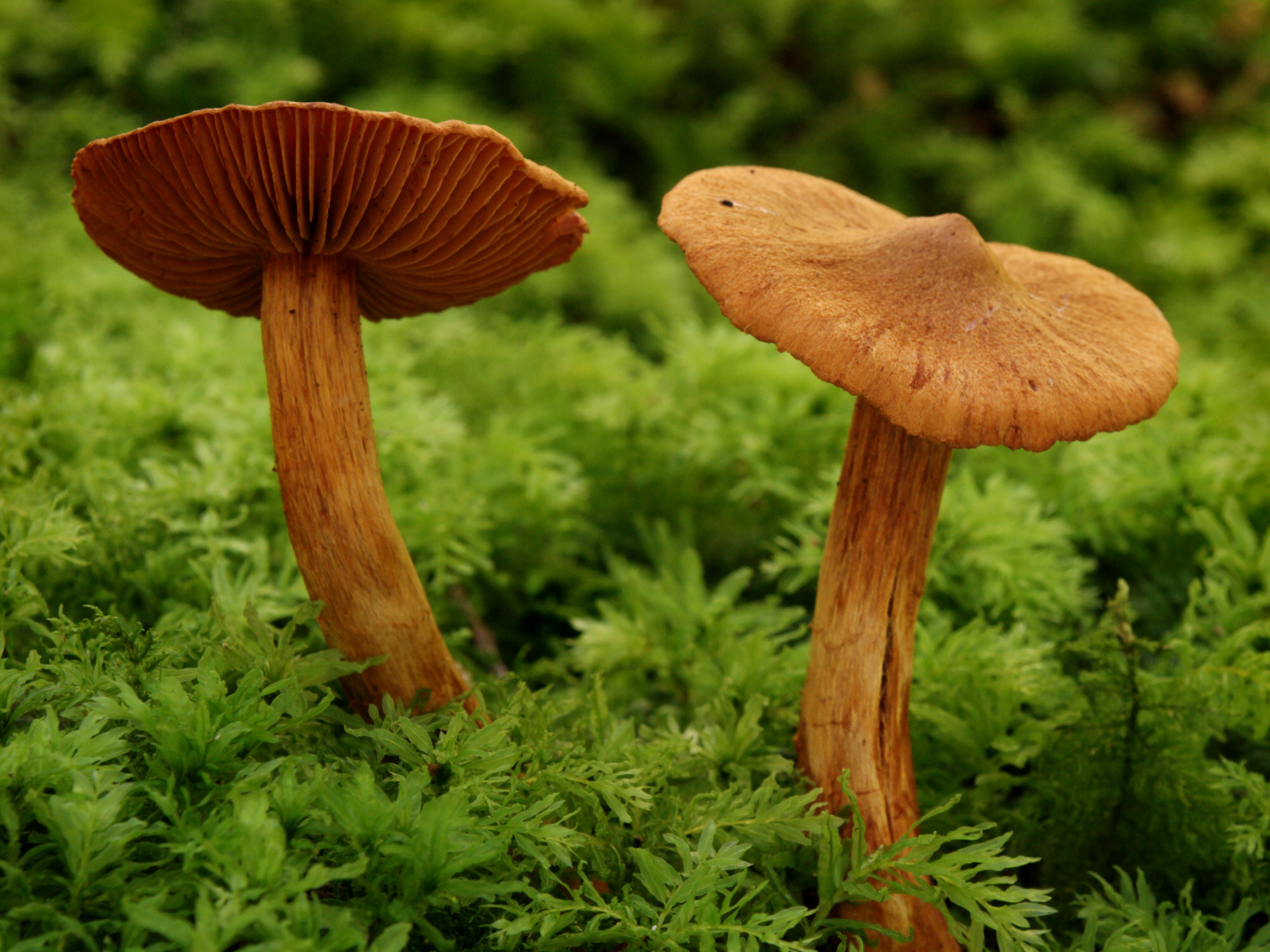

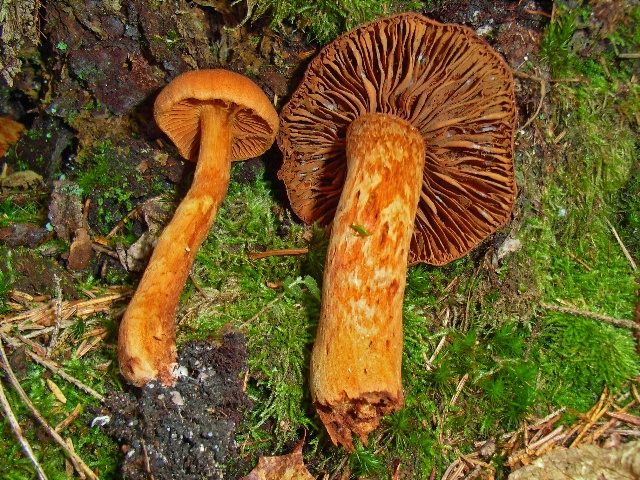
Dolna strona kapelusza

Zasłonak rudawy, zasłonak spiczasty (Cortinarius rubellus Cooke) – gatunek grzybów należący do rodziny zasłonakowatych (Cortinariaceae).

## Systematyka i nazewnictwo
Pozycja w klasyfikacji według Index Fungorum: Cortinarius, Cortinariaceae, Agaricales, Agaricomycetidae, Agaricomycetes, Agaricomycotina, Basidiomycota, Fungi.
Niektóre synonimy naukowe:
- Cortinarius orellanoides Rob. Henry 1937
- Cortinarius orellanoides var. speciosissimus (Kühner & Romagn.) Consiglio 2003
- Cortinarius speciosissimus Kühner & Romagn., in Bidaud, Henry 1953
- Cortinarius speciosus J. Favre (1948)
- Dermocybe orellanoides (Rob. Henry) M.M. Moser 1953

Obydwie nazwy polskie podał Andrzej Nespiak w 1975 r. dla synonimu Cortinarius orellanoides Rob. Henry. W niektórych atlasach grzybów gatunek ten opisany jest jako zasłonak czerwony.

## Morfologia
Kapelusz
Osiąga średnicę 3–8 cm, pomarańczowo-brązowawy, rdzawo-pomarańczowy do cynamonowo-pomarańczowego, rudy, o dość cienkim miąższu, w środku ze spiczastym lub zaokrąglonym garbkiem. Skórka matowa, delikatnie filcowata lub szorstka.
Trzon
Zabarwiony jak kapelusz, z krętym wzorkiem z żółtawej osłony, cylindryczny do wysmukło-maczugowatego.
Blaszki
Cynamonowo-pomarańczowe do rdzawo-brązowawych, szeroko ustawione, grubawe.
Miąższ
Żółtawy, w trzonie bardziej rdzawo-brązowawy. Po przekrojeniu wydziela słaby zapach rzodkwi.
Wysyp zarodników
Ciemny. Zarodniki okrągławo-eliptyczne, brodawkowate, o rozmiarach 8,5–11,5 × 6,5–9 µm.

## Występowanie i siedlisko
Notowany jest tylko w Europie oraz na zachodnim wybrzeżu Kanady. W Polsce jego rozprzestrzenienie i częstość występowania nie są znane. W piśmiennictwie naukowym do 2003 r. podano tylko 3 stanowiska.
Owocniki wyrastają zwykle gromadnie, od sierpnia do października, w lasach iglastych, zwłaszcza pod świerkami, na kwaśnych glebach, nawet wśród torfowców.

## Znaczenie
Grzyb mykoryzowy i śmiertelnie trujący.